# Aéroport de Kapanga
L'aéroport de Kapanga (code IATA : KAP • code OACI : FZSK) est un aéroport de la ville de Kapanga dans la province de Lualaba en République démocratique du Congo.

## Situation
| Bandundu Basango Mboliasa Bunia Gbadolite Gemena Goma Ilebo Kalemie Kananga Kikwit Kindu Kinshasa-Ndjili Kinshasa-N'Dolo Kisangani Kolwezi Lodja Lubumbashi Matari Matadi Mbandaka Mbuji Mayi Nioki Tshikapa Tshumbe |